# آیدا شانایوا
آیدا شانایوا (روسی: Аида Владимировна Шанаева؛ زادهٔ ۲۳ آوریل ۱۹۸۶) شمشیرباز اهل روسیه است.
وی همچنین برندهٔ جوایزی همچون نشان دوستی شده‌است.